# Žabník (potok)
Potok Žabník pramení v lokalitě Nivy pod vesnicí Uhřínov (místní část města Hranice) poblíže vrcholu Juřacka v Oderských vrších (součást Nízkého Jeseníku) v okrese Přerov. Na horním toku Žabníku je „Žabnický vodopád“ (výška kolem 2 m). Kolem části horního toku vede cyklostezka. Žabník neprotéká žádnou vesnicí, ale pouze osadami V Žabníku (součást vesnice Podhoří, Lipník nad Bečvou) a Kolňa a proto má téměř po celé délce toku přirozený charakter. Podtéká dálnici D1 a železniční dráhu. Nejvýznamnějším přítokem Žabníku je potok Milenovec. Žabník patří do povodí řeky Bečvy, do které se vlévá zprava. Úsek na dolním toku protéká také územím Klokočí a Hranic.

## Historie
Na horním toku Žabníku existovaly ve středověku ještě dvě další vesnice. V roce 1476 při prodeji vsí panství Drahotušského jsou již tyto vesnice uváděny jako pusté.
V osadě V Žabníku měl stát vodní mlýn podle plánů populárního lipenského zednického mistra Dominika Čudlíka/Šudlíka (žádost byla podána r. 1822). Vrchnost však stavbu mlýna na potoku Žabníku nepovolila. Důvodem bylo, že v samotném blízkém Podhoří a jeho osadách Dolní Mlýny a V Pekle se na potoku Jezernice tehdy nacházelo pět mlýnů. Nicméně, dochovaly se cenné plány architektury mlýna a historické informace o okolí a lidech.

## Další informace
Nad horním tokem Žabníku, na svahu kopce Juřacka, je lyžařské středisko.
Po pravé straně potoka se nachází studánka pramen Juřacka.

## Galerie

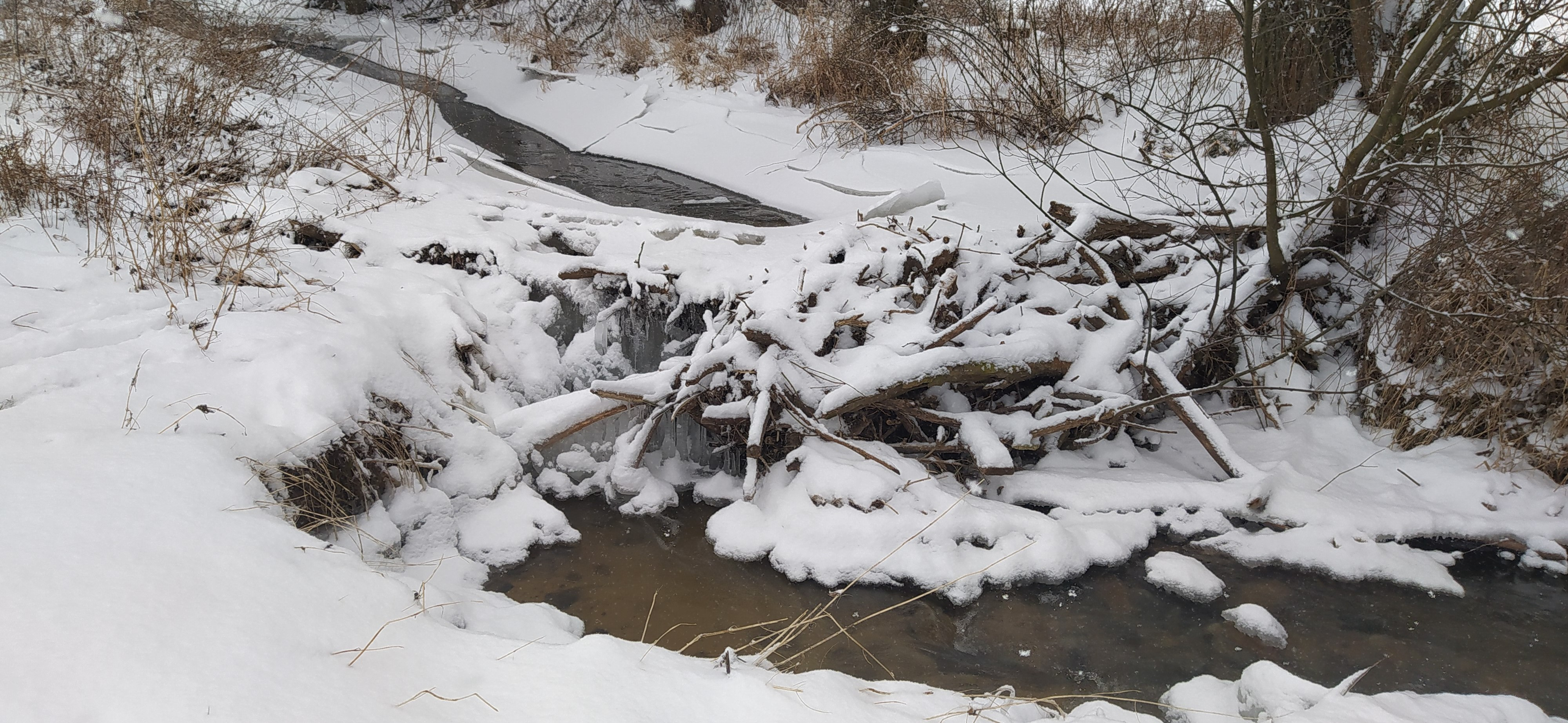
Potok Žabník (před soutokem s řekou Bečvou), únor 2021
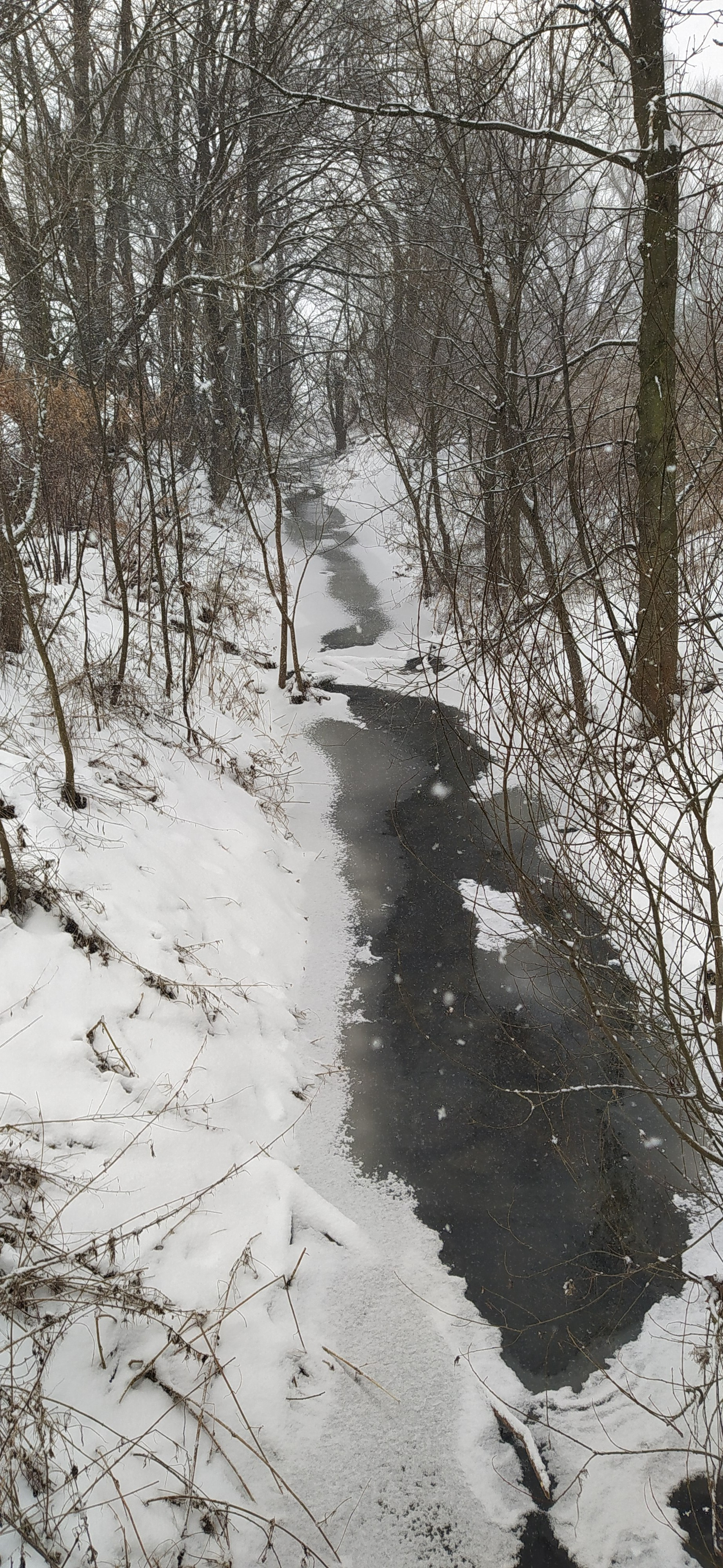
Potok Žabník (před soutokem s řekou Bečvou), únor 2021
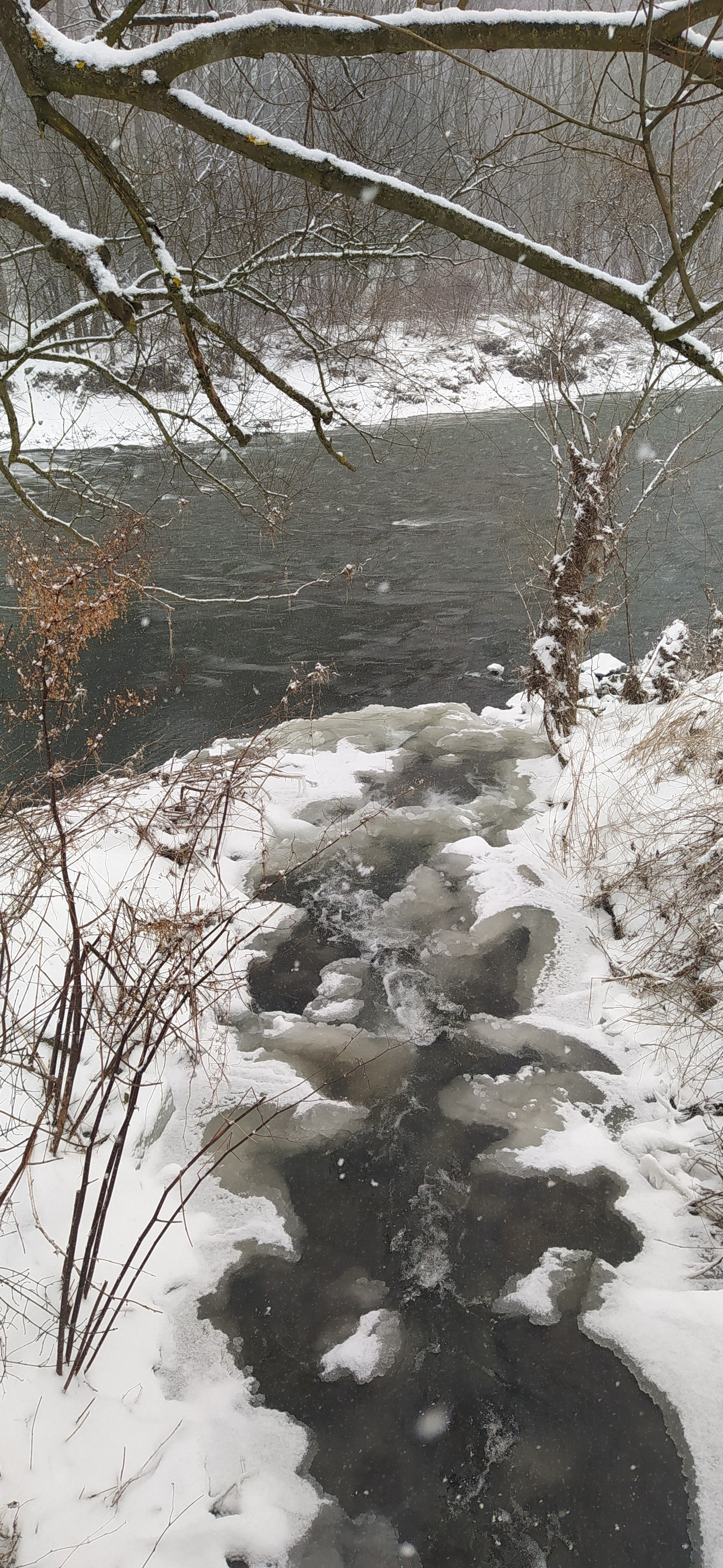
Soutok potoka Žabník s řekou Bečvou, únor 2021
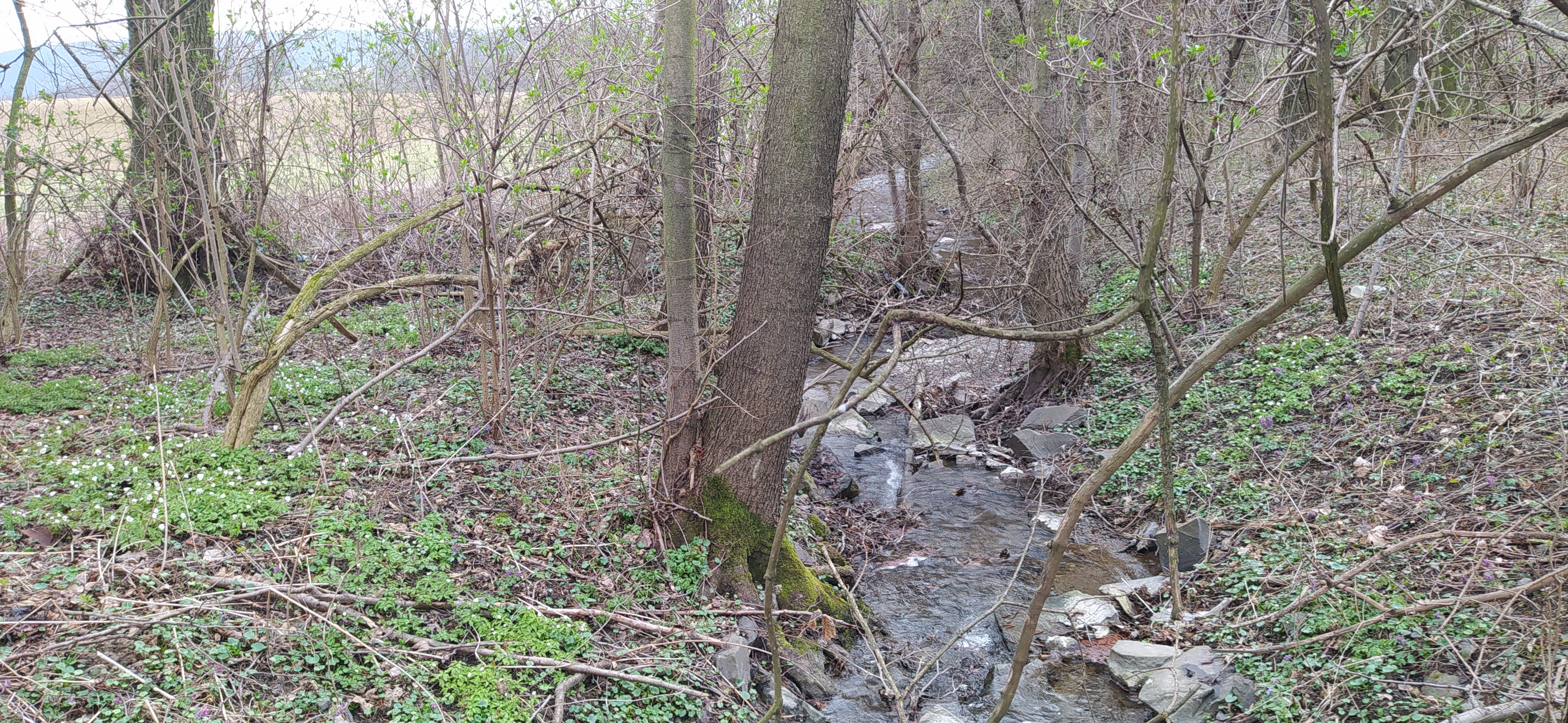